# Alcichthys alcicornis
Alcichthys alcicornis és una espècie de peix pertanyent a la família dels còtids.

## Descripció
- Fa 43 cm de llargària màxima (normalment, en fa 31,5) i 1 kg de pes.[5][6]

## Depredadors
Al Japó és depredat per Gadus macrocephalus, Hemitripterus villosus i Hexagrammos otakii.

## Hàbitat
És un peix marí, demersal i de clima temperat que viu entre 10-250 m de fondària.

## Distribució geogràfica
Es troba al Pacífic nord-occidental: el Japó i el mar d'Okhotsk.

## Observacions
És inofensiu per als humans.